# Svartedalens vildmarksområde
Svartedalens vildmarksområde är ett naturreservat i Kungälvs, Lilla Edets och Stenungsunds kommuner i Västra Götalands län. Området utgör tillsammans med Svartedalens natur- och friluftsområde ett gemensamt naturområde som beskrivs i artikeln Svartedalens naturreservat.
Detta området är naturskyddat sedan 1988 och är 673 hektar stort.